# Carl Christian Maier
Carl Christian Maier (* 26. April 1851 in Kirchheim unter Teck; † 22. Juni 1938 in Schmiechen) war Inhaber einer Baumwollspinnerei, später Landwirt, Privatier und württembergischer Landtagsabgeordneter.

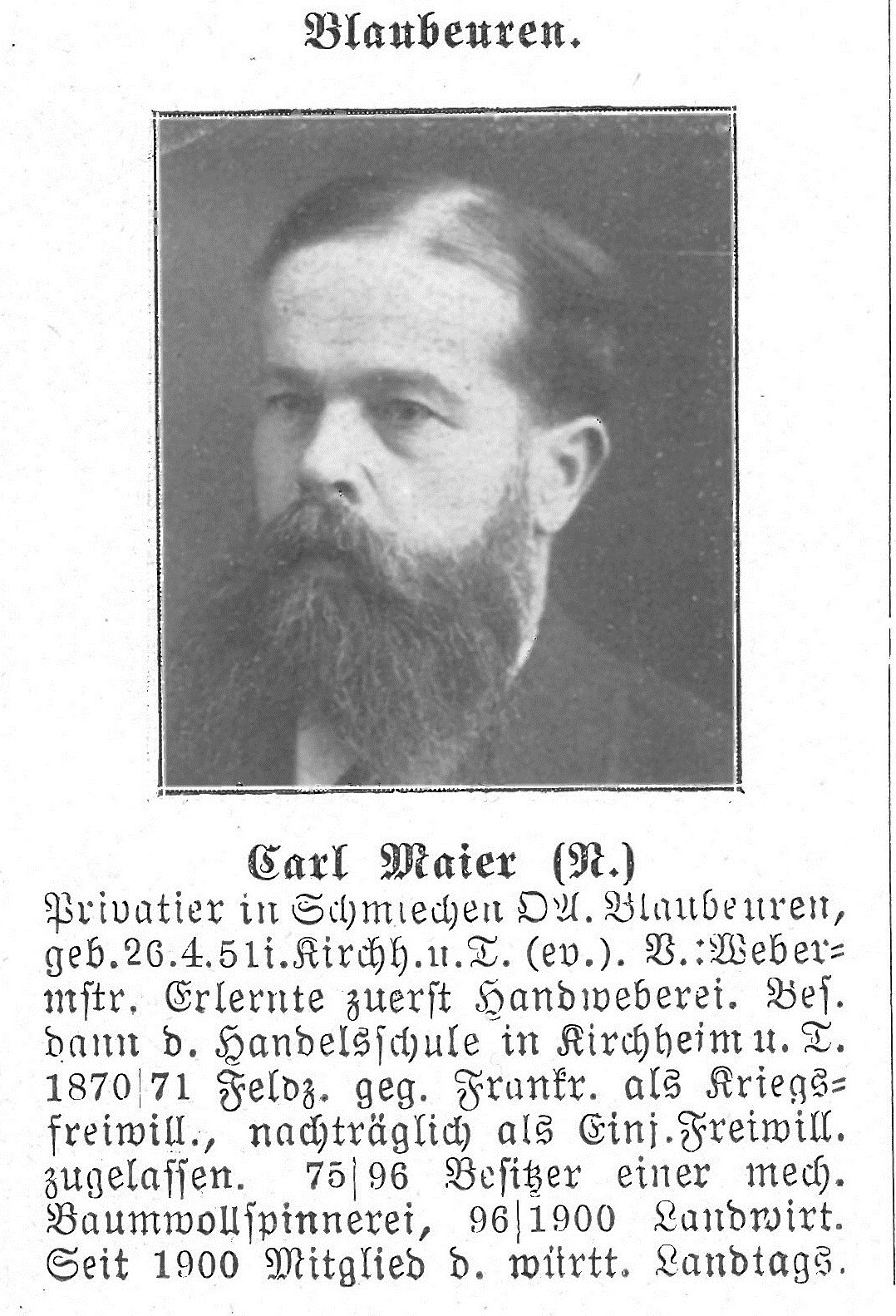
Carl Maier als württembergischer Landtagsabgeordneter, ca. 1913

## Leben
Carl Christian Maier (Majer) wurde in Kirchheim unter Teck am 26. April 1851 als Sohn des dortigen Webermeisters Karl Ludwig Maier und dessen Ehefrau Christine Luise Kugler (1822–1879) geboren. Er hatte drei Geschwister, wovon eines früh verstarb. Maier wurde evangelisch getauft.
Maier besuchte wohl die Volksschule in Kirchheim und erlernte das Handwerk der Handweberei wohl bei seinem Vater. Anschließend besuchte er die Handelsschule in Kirchheim u.T.
1870–71 nahm er als Freiwilliger am Deutsch-Französischen Krieg teil. Anschließend wurde er als Einjährig-Freiwilliger beim 8. Württembergischen Infanterieregiment zugelassen.
1875 gründete er eine Zwirnerei und Baumwollspinnerei in Schmiechen. Warum die Wahl auf Schmiechen fiel, lag vermutlich an der vorhandenen Wasserkraft der Schmiech, an ausreichend vorhandenen Arbeitskräften und der Anbindung Schmiechens seit 1868 an die Bahnstrecke Ulm–Sigmaringen, welche die Transportkosten verminderte. Er führte diese Fabrik bis 1896, in welchem Jahr er sich als Landwirt auf seinem eigenen Landgut in Schmiechen niederließ. Sein Compagnon im Fabrikbesitz war Christian Held, an welchen Maier seine Anteile veräußerte. Held ergänzte die Produktion später durch eine Färberei. Die Firma firmiert heute unter dem Namen Christian Held & Co.
Ab 1900 war Maier Privatier in Schmiechen. Im selben Jahr 1900 bewarb er sich als Kandidat der nationalliberalen Deutschen Partei, deren Mitglied er geworden war, für den Württembergischen Landtag. Maier war insgesamt von 1900 bis 1918 württembergischer Landtagsabgeordneter.
Im Ersten Weltkrieg meldete er sich als Kriegsfreiwilliger und wurde als Beamter beim Feldproviantamt der 58. Infanteriedivision und bei der 2. Württembergischen Landwehrdivision eingesetzt.
Angesichts Maiers ausgeprägter „deutschnationaler“ politischer Ausrichtung war es naheliegend, dass er sich für das Kriegervereinswesen engagierte. Er war Obmann der Kriegervereine im Oberamt Blaubeuren und Ehrenmitglied des Württembergischen Kriegerbundes. 1911 hatte er das Amt des Kassiers des Württembergischen Kriegerbundes inne und vor 1917 war er auswärtiges Präsidiumsmitglied für den Donaukreis. Vermutlich war er auch Vorsitzender des Schmiechener Kriegervereins, dessen Fahne aus dem Jahre 1901 noch vorhanden ist.

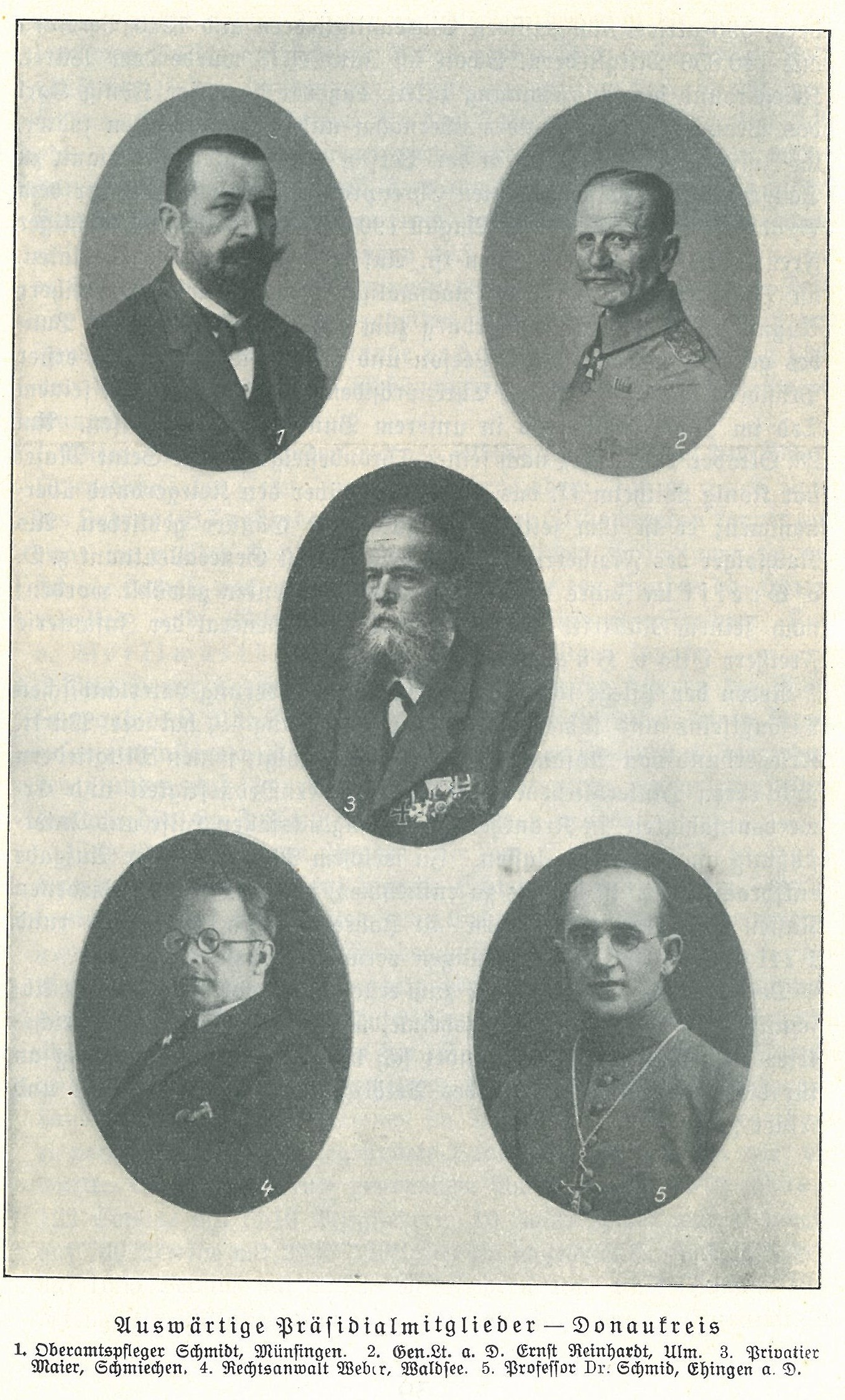
Carl Maier als auswärtiges Präsidialmitglied des Donaukreises im Württembergischen Kriegerbund, ca. 1917 – Bildmitte Nr. 3

Maier starb mit 87 Jahren am 22. Juni 1938 in Schmiechen.